# Drago Frelih
Drago Frelih (* 22. Februar 1948 in Škofja Loka) ist ein ehemaliger jugoslawischer Radrennfahrer.

## Sportliche Laufbahn
Frelih stammt aus dem slowenischen Teil des Landes. 1970 begann er mit dem Radsport. 1973 wurde er Vize-Meister im Straßenrennen. 1978 wurde er Dritter im Meisterschaftsrennen. 1976 stand er als Zweiter auf dem Podium der Jugoslawien-Rundfahrt. 1977 und 1978 konnte er die Serbien-Rundfahrt für sich entscheiden, 1980 gewann er dieses Etappenrennen erneut. Dazu kam der Erfolg in der Istrian Spring Trophy. Bei den Balkan-Meisterschaften 1979 gewann er die Silbermedaille im Straßenrennen. In der Jugoslawien-Rundfahrt 1979 gewann er eine Etappe. Dreimal bestritt er die Internationale Friedensfahrt. 1981 gewann er die 7. Etappe vor Marc Gomez. In der Gesamtwertung wurde er 1975 94., 1979 77. und 1981 74.

## Berufliches
Frelih war als Kraftfahrer im Reifenwerk von Kranj tätig.